# 伊利奧波利斯 (伊利諾伊州)
伊利奧波利斯（英語：Illiopolis）是位於美國伊利諾伊州桑加蒙縣的一個村落。

## 地理
伊利奧波利斯的座標為39°51′05″N 89°14′50″W / 39.85139°N 89.24722°W，而該地最高點為海拔高度183米（即600英尺）。

## 人口
根據2010年美國人口普查的數據，伊利奧波利斯的面積為1.19平方千米，當中陸地面積為1.19平方千米，而水域面積為0.00平方千米。當地共有人口891人，而人口密度為每平方千米748人。